# 法政大学大学院情報科学研究科・情報科学部

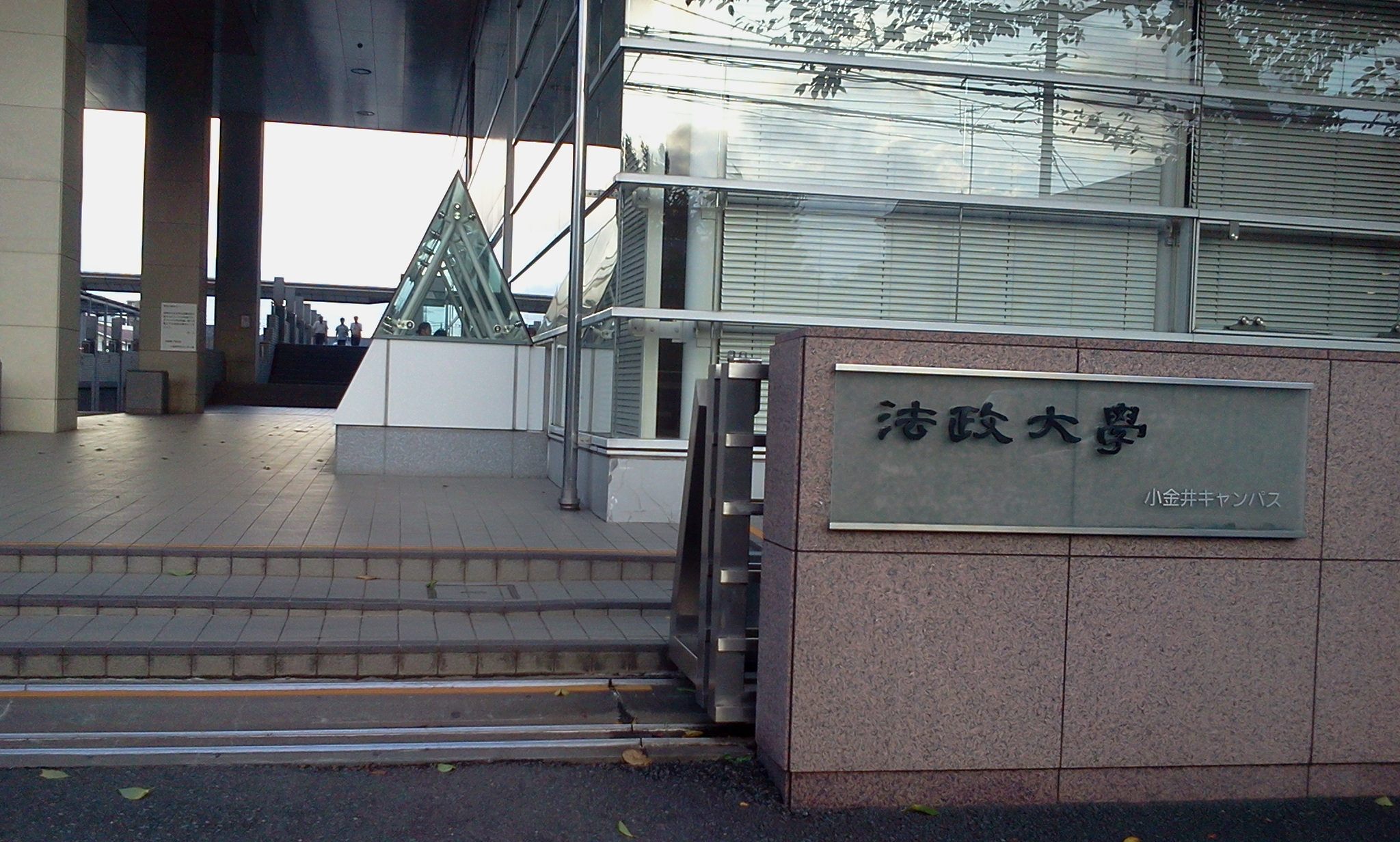
法政大学小金井キャンパス

法政大学情報科学部（ほうせいだいがくじょうほうかがくぶ、英：Faculty of Computer and Information Sciences, Hosei University）は、法政大学が設置する情報科学部。
法政大学大学院情報科学研究科（ほうせいだいがくだいがくいんじょうほうかがくけんきゅうか）は、法政大学が設置する大学院情報科学研究科である。

## 概要
法政大学情報科学部は情報科学分野を体系的に学ぶ場所として、東日本においては高等教育機関で初めて設立された学部である。本学部は2000年度に開設されたが、同時期に設立された現代福祉学部とともに法政大学では最も新しい学部である。
情報化の急激に進む現代社会においては、データサイエンスを主軸とした情報科学分野の教育が不可欠であるが、我が国では情報工学科が数多く設立され、情報科学の学部、学科は極めて少なかった。
そうした教育環境と時代的背景に鑑み、1997年に設置準備委員会が設立された。委員会には、当時工学部の教授で法政大学名誉教授の大森健児や同じく名誉教授の長坂健二らが名を連ね熟議を交わした。
2000年4月に、情報科学部はコンピュータ科学科、ディジタルメディア科学科の二学科構成で設立されることになった。
情報科学部は理工学部、生命科学部と同様に法政大学小金井キャンパスに本部が置かれている。
情報科学部ではコース制が採用されている。具体的には、コンピュータや情報処理の基礎および基盤技術をハードウェアとソフトウェアの両面から学ぶ、「コンピュータ基礎コース」、コンピュータと人を結ぶ情報システムの科学について学ぶ、「情報システムコース」、情報やデータの解釈や、画像・音声などのメディアデータの解析とその表現について、科学的側面を学ぶ「メディア科学コース」の３コースが設けられている。
新入生には新品のノートPCが一人につき一台無償貸与され、卒業まで使用することが可能である。
難関資格である「情報処理技術者試験」の受験を推奨しており、受験者に対する受験料の全額補助を行っている。最も難易度の高い「レベル4」区分の試験にも、毎年合格者を輩出している。

## 沿革
- 1964年（昭和39年）- 小金井キャンパス竣工
- 1997年（平成3年）- 学部設置準備委員会が設立される
- 2000年（平成12年）- 情報科学部開設
- 2008年（平成20年）- 小金井キャンパスに東館竣工
- 2016年（平成28年）- 理工学研究科と情報科学研究科との「横断型英語学位プログラム」（IIST）を設置

## 学部・学科

### 情報科学部
- コンピュータ科学科
- ディジタルメディア科学科

## 大学院
情報科学研究科
- 情報科学専攻（修士課程、博士後期課程）

## 独自のピア・サポート体制

### CIS RAT
情報科学部生が利用するコンピュータ、ネットワークシステム等の情報基盤システムを構築・設計・運用し、学生を支援する情報環境支援チーム。学生有志で組織されている。

### GBC
学生・教員・職員の三者が協同で運営する学生サポート施設。授業や勉強方法、大学生活上の悩みを相談できる場として機能している。

## 学部長
- 尾花賢

## 関連施設
- 精密分析室
- イオンビーム工学研究所

## 交通アクセス
小金井キャンパス（東京都小金井市梶野町3-7-2）
- 【JR線】 JR中央線: 東小金井駅から徒歩約15分

- 【JR線】 JR中央線: 東小金井駅の北口バス乗り場より「関野橋循環〔法政大学経由〕」に乗車「法政大学」下車

- 【JR線】 JR中央線: 東小金井駅の北口バス乗り場より「本町五丁目行〔武蔵小金井駅北口経由〕」に乗車「法政大学」下車

## 著名な出身者
出身者、卒業生及び関係者については「法政大学の人物一覧」を参照されたい